# Aeroportul St. Gallen-Altenrhein
Aeroportul St. Gallen-Altenrhein (IATA: ACH, ICAO: LSZR) este un aeroport din Cantonul St. Gallen, Elveția ce deservește zona St. Gallen. Aeroportul a fost tranzitat în 2021 de 24.470 de pasageri. A fost deschis în 1927 și numit după zona deservită.
Situat la o altitudine de 398 m, aeroportul dispune de 2 piste.

## Infrastructură

### Piste
Aeroportul dispune de 2 piste. Pista 10/28 are suprafața de asfalt și dimensiunile 1.455 m × 30 m. Pista 10/28 GRASS are suprafața de Iarbă și dimensiunile 810 m × 20 m. 